# قدرت الهی
قدرت یکی از صفات خدا است؛ و یکی از نام‌های او قادر است. برای قدرت چند تعریف وجود دارد که یکی به این صورت است: «فاعلی که کار خود را با اراده و اختیار انجام می‌دهد، می‌گویند او در کار خود قدرت دارد. قادر به این معنا در برابر فاعل مجبور و به اصطلاح فاعل موجب است؛ مانند آتشی که مبدأ عمل است؛ اما عمل حرارت و سوزاندن از سر اختیار و اراده از آن صورت نمی‌گیرد.»
تعریف دیگر قدرت: «قدرت آن است که اگر قادر بخواهد، فعل را انجام دهد و اگر نخواهد، انجام ندهد.»

## دلایل قدرت الهی
بر وجود صفت قدرت الهی دلایلی وجود دارد:

### اعطاکننده کمال، فاقد کمال نیست
برخی مخلوقات خدا، از جمله انسان، متصف به صفت قدرت هستند و از این طریق می‌توانند مصنوعاتی پدیدآورند؛ حال آنکه انسان با تمامی اوصافش مخلوق و معلول خداست؛ بنابراین، خدا خود باید متصف به صفت قدرت باشد تا بتواند قدرت را در مخلوقات ایجاد کند. علی بن ابی‌طالب نیز به این دلیل اشاره کرده: «و خدا نیروی هر ناتوانی است.»

### اتقان و نظم شگفت‌انگیز مخلوقات
می‌تواند هم دلیل علم باشد و هم دلیل قدرت الهی؛ زیرا اگر خدا قدرت نداشت، نمی‌توانست چنین موجودات منظم شگفت‌انگیزی را با کیفیت و کمیت بسیار دقیق بیافریند. علی بن ابی‌طالب در سخنان خویش بدین موضوع نیز اشاره کرده است: «خدا با قدرت خود مخلوقات را آفرید.» یا «آیات و مخلوقات او شاهد و نشانه قدرت اویند.»

## عمومیت قدرت خدا
گستره قدرت الهی، عام و مطلق و نامحدود است. آیات قرآن نیز بر عمومیت قدرت خدا اشاره کرده‌اند؛ مانند این آیه: «خدا بر هر چیزی تواناست.» البته، روشن است که قدرت خدا، به اموری تعلّق می‌گیرد که امکان تحقّق دارند. از این رو، آنچه ذاتاً ممتنع یا مستلزم امتناع و محال است، متعلق قدرت نخواهد بود.

## یادداشت
1. ↑  سورهٔ بقره، آیهٔ ۲۰: إِنَّ اللَّهَ عَلَی کُلِّ شَیْءٍ قَدِیرٌ